# Hirondina Joshua
Hirondina Juliana Francisco Joshua (Maputo, 31 de mayo de 1987) es una poetisa mozambiqueña.
Ha publicado en revistas y antologías como Esperança e Certeza I (2006) o A Minha Maputo È (2012)

## Obra
- 2016. Os Ângulos da Casa. Pr. Mia Couto.[2]